# A Flying Jatt
A Flying Jatt é um futuro filme produzido na Índia e dirigido por Remo D'Souza. Está previsto a ser lançado no dia 25 de agosto de 2016.